# Le Breil-sur-Mérize
Le Breil-sur-Mérize is een gemeente in het Franse departement Sarthe (regio Pays de la Loire). De plaats maakt deel uit van het arrondissement Mamers. Le Breil-sur-Mérize telde op 1 januari 2022 1.562 inwoners.

## Geografie
De oppervlakte van Le Breil-sur-Mérize bedroeg op 1 januari 2022 18,35 vierkante kilometer; de bevolkingsdichtheid was toen 85,1 inwoners per km².

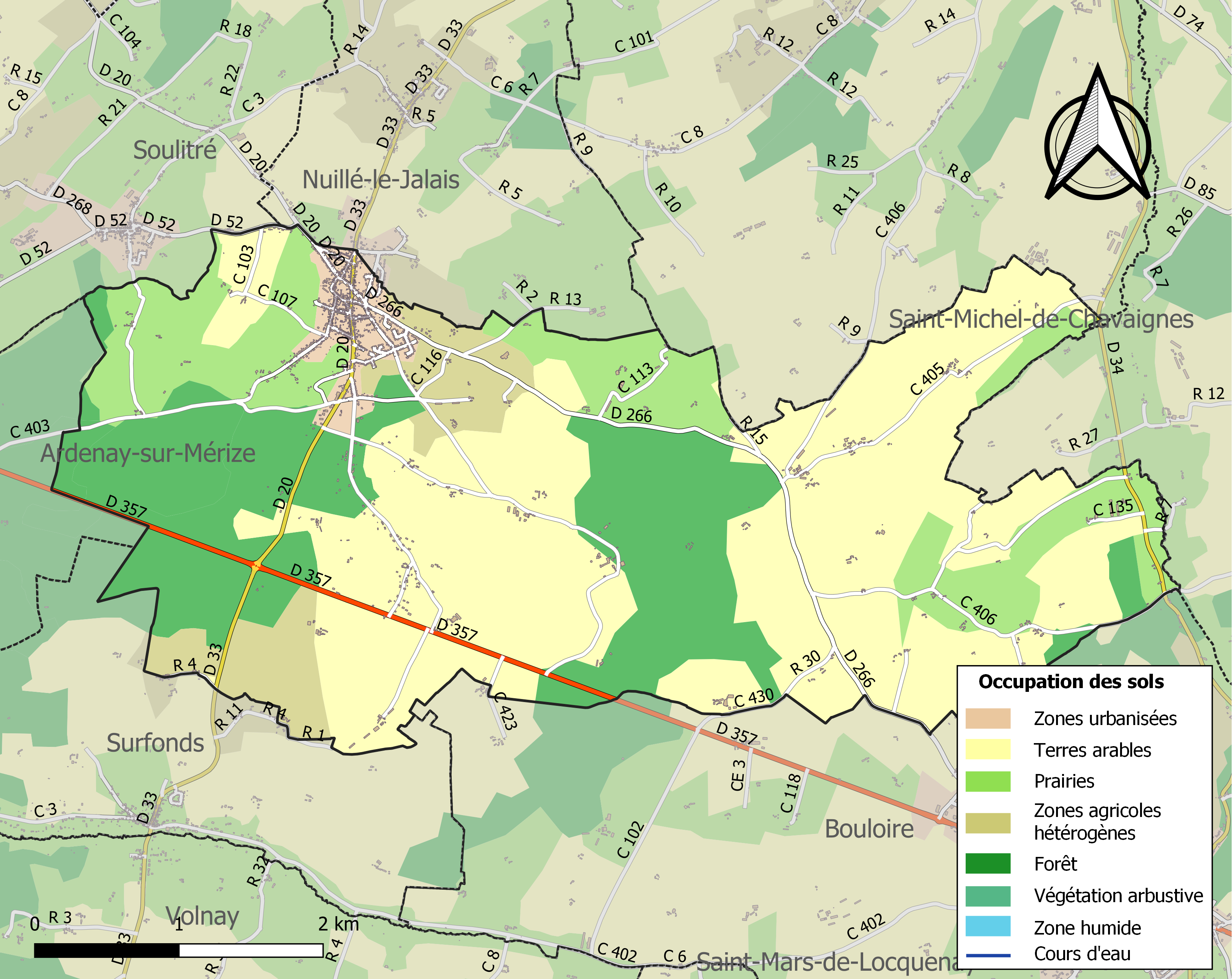
Kaart van de gemeente met de belangrijkste infrastructuur, bodemgebruik en omliggende gemeenten

## Demografie
Onderstaande figuur toont het verloop van het inwonertal (bron: INSEE-tellingen).